# 44005 Migliardi
44005 Migliardi este un asteroid din centura principală de asteroizi.

## Descriere
44005 Migliardi este un asteroid din centura principală de asteroizi. A fost descoperit pe 25 septembrie 1997 la Pianoro de Vittorio Goretti. Asteroidul prezintă o orbită caracterizată de o semiaxă mare de 2,99 ua, o excentricitate de 0,09 și o înclinație de 10,0° în raport cu ecliptica.